# Canxanil
Canxanil är en ort i Mexiko.   Den ligger i kommunen Chilón och delstaten Chiapas, i den sydöstra delen av landet, 800 km öster om huvudstaden Mexico City. Canxanil ligger 965 meter över havet och antalet invånare är 263.
Terrängen runt Canxanil är huvudsakligen kuperad, men den allra närmaste omgivningen är bergig. Terrängen runt Canxanil sluttar norrut. Runt Canxanil är det ganska tätbefolkat, med 54 invånare per kvadratkilometer. Närmaste större samhälle är Jol Hic'Batil, 5,4 km nordost om Canxanil. I omgivningarna runt Canxanil växer i huvudsak städsegrön lövskog.